# Visegrád
Pour les articles homonymes, voir Visegrad.
Visegrád /ˈviʃɛɡɾaːd/ (nom slave signifiant « haut château » ; en allemand : Plintenburg) est une ville du comitat de Pest, en Hongrie. Elle est située sur le Coude du Danube à une quarantaine de kilomètres au nord de Budapest. Sa population s'élève à environ 1 800 habitants. Visegrád est célèbre pour son château médiéval.
La ville a donné son nom au groupe de Visegrád réunissant la Hongrie, la Pologne, la Tchéquie et la Slovaquie. 

## Histoire
On peut considérer le camp militaire de la colline de Sibrik comme l'ancêtre romain (Pone Navata) de la ville de Visegrád. Le bastion, construit et habité par les Slaves, cependant peu peuplé et abandonné ensuite, a été occupé peu après par les forces militaires du Grand-prince hongrois Géza dans les années 970. En 1009, la première source écrite mentionne ce chef-lieu fondé par saint Étienne. Le système de fortification a été érigé après l'invasion des Mongols autour de 1250-1260 par Béla IV et sa femme, la reine Marie.
Le roi Charles Robert de Hongrie déplace sa cour à Visegrád en 1323 et y construit un palais royal. À Visegrád, récemment, le terrain de tennis a révélé les vestiges d'une église dédiée à la Vierge Marie, qui est ensuite considérée comme disparue historiquement. C'est l'empereur germanique Sigismond de Luxembourg qui l'érige sous sa domination. Fils de Charles IV, il fut roi d'Allemagne, de Bohême, de Hongrie et de Croatie avant d'être élu empereur du Saint-Empire en 1433 et de mourir en 1437. Il s'agissait de ce fait une église liée à un complexe monastique franciscain. Il se trouvait donc stratégiquement près du Palais royal. Parallèlement, en 1335, les rois de Pologne, de Bohême et de Hongrie signent une alliance anti-Habsbourg. Les trois dirigeants convinrent de créer de nouvelles routes commerciales pour contourner le port de Vienne, plaque tournante alors, ce qui incitait les marchands à y proposer leurs marchandises avant de pouvoir essayer ailleurs, et pour obtenir un accès plus facile aux autres marchés européens.
Au cours du siècle suivant, Matthias Corvin agrandit le palais, ajoutant des éléments de renaissance italienne à cette construction gothique tardive. En 1483, un ambassadeur du Vatican parle de Visegrád à Rome en le surnommant « le paradis sur terre ». Le palais sert de résidence de campagne aux rois hongrois jusqu'à l'invasion turque en 1544.
À la suite de guerres successives aux XVIe et XVIIe siècles et de l'occupation turque, le château de Visegrád tombe en ruines qui furent décrites en 1587 par un voyageur, Reinhold Lubenau. L'ancienne ville retrouve vie en tant que village de colons allemands aux XVIIe et XVIIIe siècles.
Au milieu du XIXe siècle, on porte à nouveau attention au potentiel de Visegrád et à son environnement approprié pour en faire un lieu de villégiature. À la suite de l'initiative de Joseph Viktorin, prêtre, le Parlement hongrois vote la décision de rénover le château en 1871.
János Schulek commence les fouilles du palais en 1934, dont la reconstruction est toujours à l'état de projet.
En 1991, les chefs d'État tchécoslovaque, polonais et hongrois, à la suite de la chute du régime soviétique, choisissent le lieu historique de la rencontre de 1335 pour signer un traité de coopération. Ces trois pays, devenus quatre à la suite de la scission de la Tchécoslovaquie en la Slovaquie et la République tchèque, forment alors le groupe de Visegrád, une alliance économique qui marque leurs efforts d'intégration avant leur entrée dans l'Union européenne.

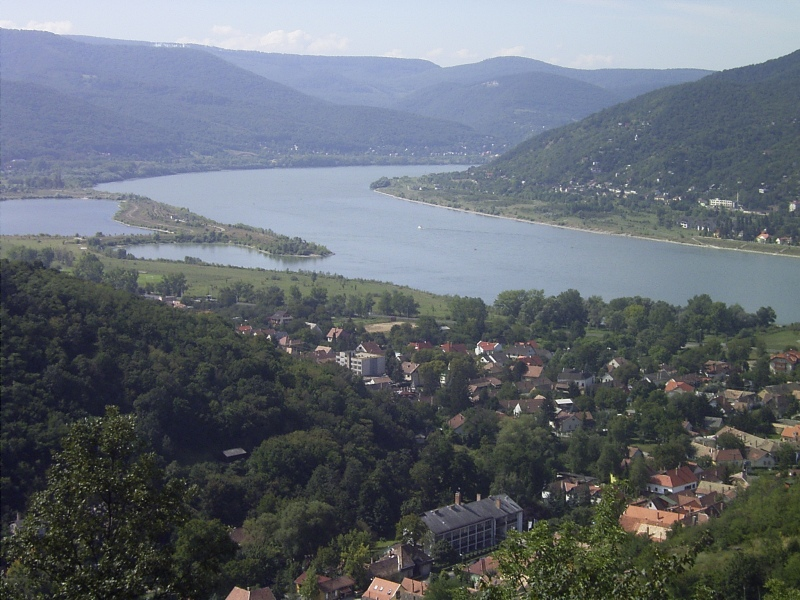
Le « coude du Danube » à Visegrád
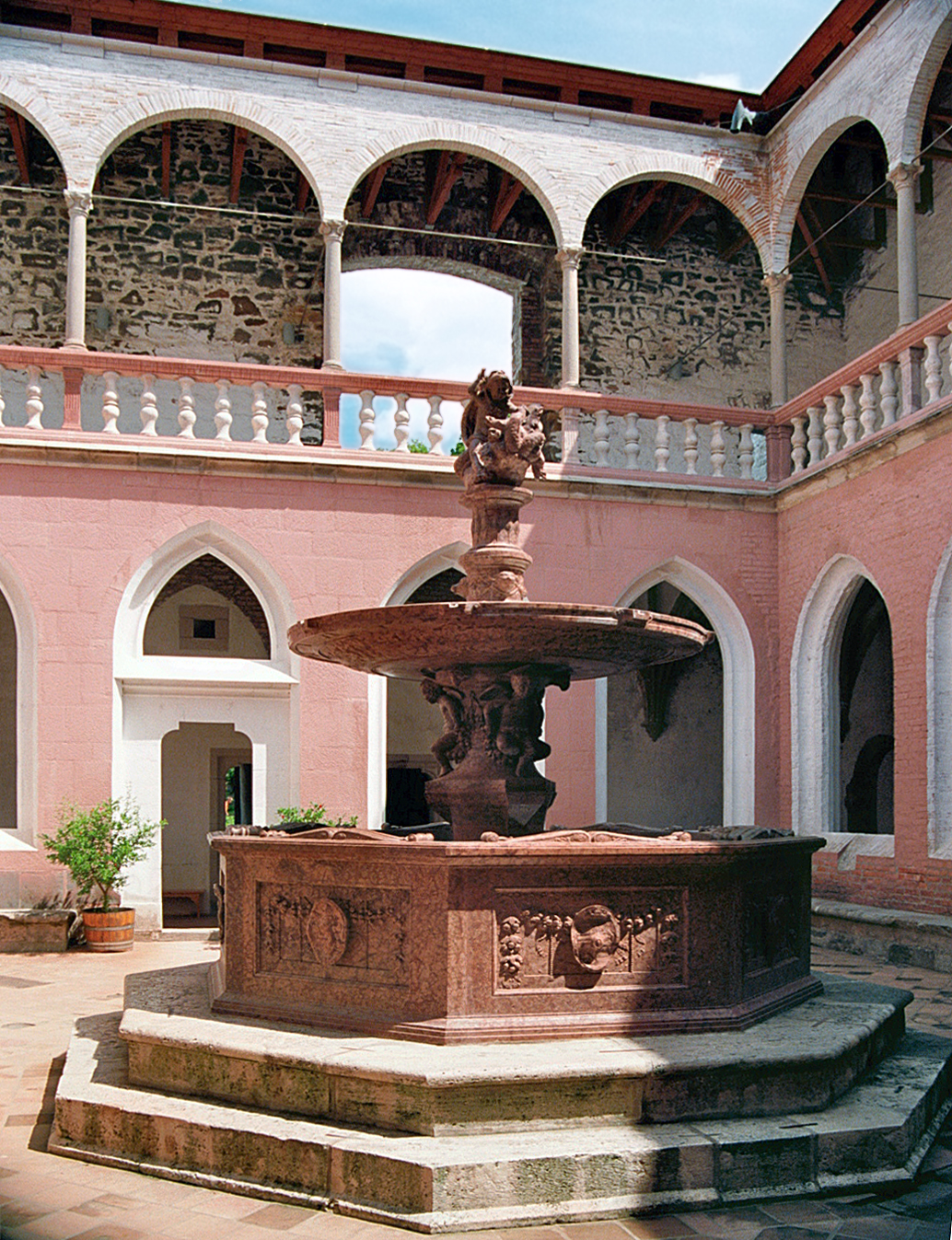
Palais Royal de Visegrád
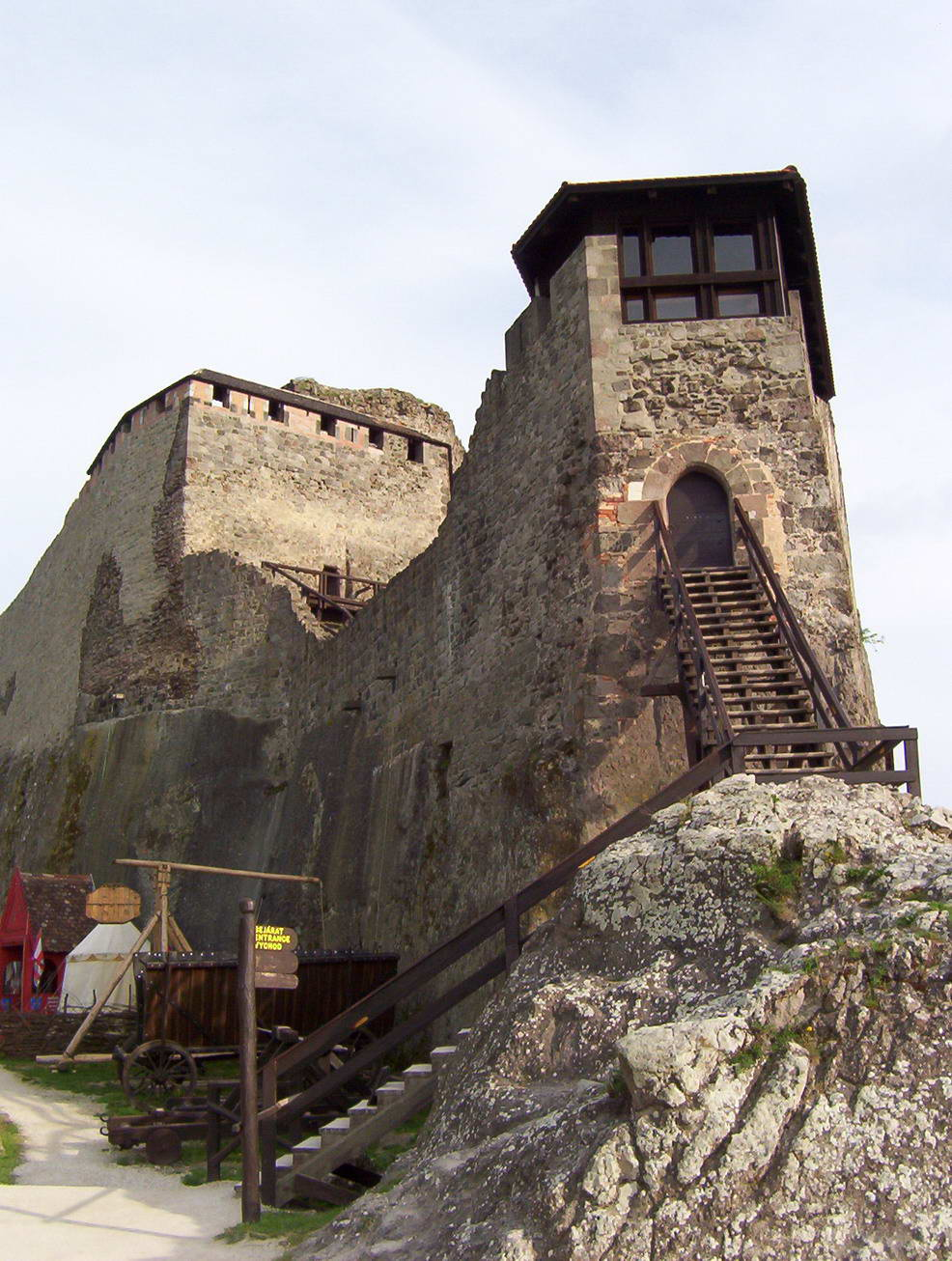
Vue du château de Visegrád
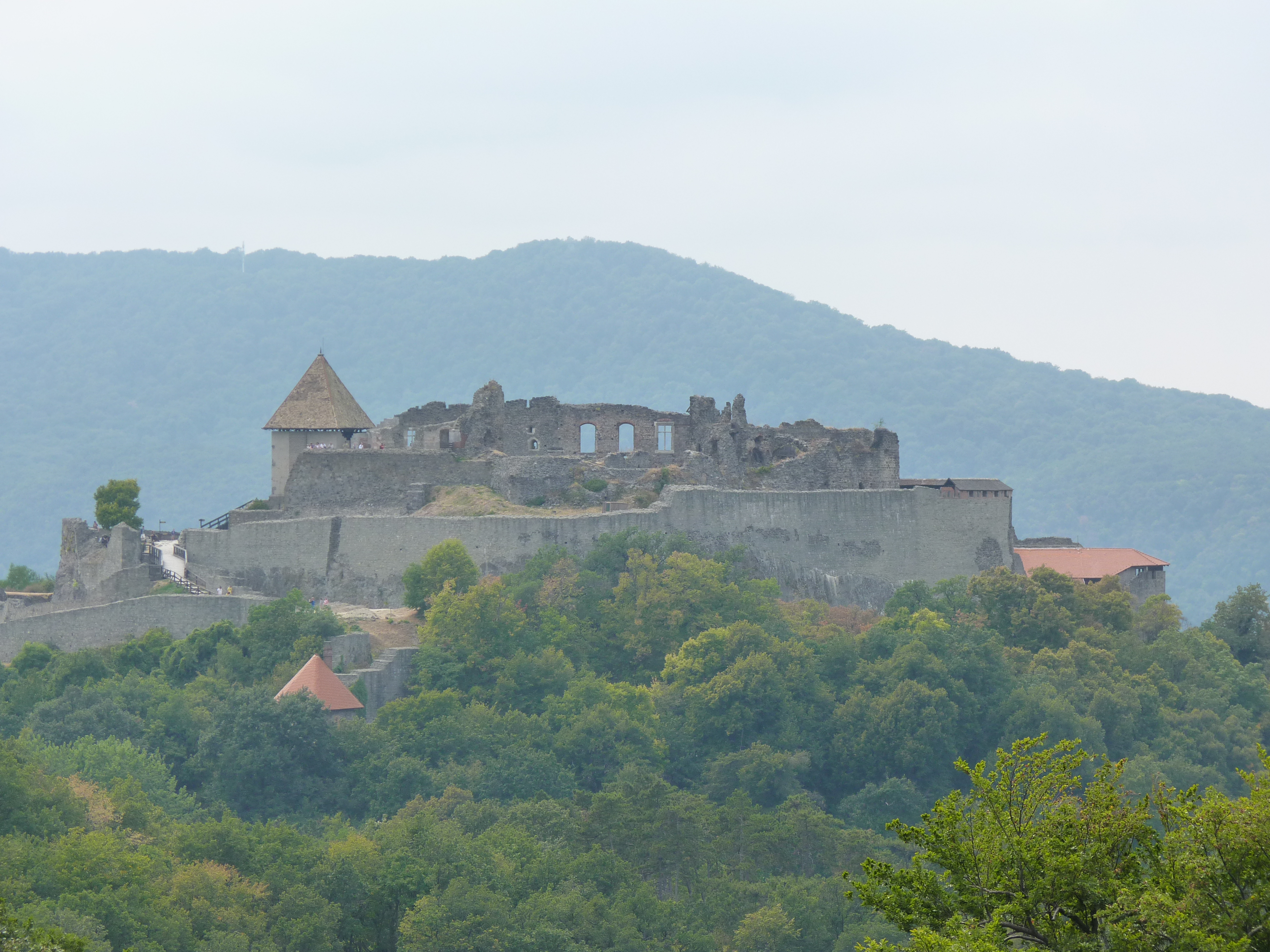
Vue du château de Visegrád